# Campeonato da Finlândia de Ciclismo Contrarrelógio
Os Campeonatos da Finlândia de Ciclismo Contrarrelógio são organizados anualmente para determinar o campeão ciclista da Finlândia de cada ano, na modalidade.
O título é outorgado ao vencedor de uma única prova, na modalidade de contrarrelógio individual. O vencedor obtêm o direito de usar a maillot com as cores da bandeira da Finlândia até ao campeonato do ano seguinte, unicamente quando disputa provas contrarrelógio.

## Palmares

### Masculino
| Ano  | Vencedor          | Segundo           | Terceiro            |
| 1996 | Joona Laukka      | -                 | -                   |
| 1997 | -                 | -                 | -                   |
| 1999 | Miika Hietanen    | Joona Laukka      | Jukka Heinikainen   |
| 2000 | Christian Selin   | Jukka Heinikainen | Joona Laukka        |
| 2001 | Jukka Heinikainen | Joona Laukka      | Matti Helminen      |
| 2002 | Jukka Heinikainen | Jussi Veikkanen   | Matti Helminen      |
| 2003 | Matti Helminen    | Jukka Heinikainen | Kjell Carlström     |
| 2004 | Jukka Vastaranta  | Kimmo Kananen     | Jussi Veikkanen     |
| 2005 | Tommi Martikainen | Jarmo Rissanen    | Matti Helminen      |
| 2006 | Matti Helminen    | Jarmo Rissanen    | Jussi Veikkanen     |
| 2007 | Matti Helminen    | Jarmo Rissanen    | Pasi Ahlroos        |
| 2008 | Matti Helminen    | Jussi Veikkanen   | Jarmo Rissanen      |
| 2009 | Jarmo Rissanen    | Matti Helminen    | Marko Leppämäki     |
| 2010 | Matti Helminen    | Jarmo Rissanen    | Rainer Aaltonen     |
| 2011 | Aki Turunen       | Matti Helminen    | Tommi Martikainen   |
| 2012 | Matti Helminen    | Jarmo Rissanen    | Tommi Martikainen   |
| 2013 | Samuel Pökälä     | Aki Turunen       | Jarmo Rissanen      |
| 2014 | Samuel Pökälä     | Juho Saarinen     | Samuel Halme        |
| 2015 | Samuel Pökälä     | Matti Helminen    | Jussi Veikkanen     |
| 2016 | Samuel Pökälä     | Tommi Martikainen | Sasu Halme          |
| 2017 | Sasu Halme        | Matti Helminen    | Samuel Pökälä       |
| 2018 | Johan Nordlund    | Tommi Martikainen | Trond Larsen        |
| 2019 | Ukko Peltonen     | Matti Helminen    | Oskari Vainionpää   |
| 2020 | Ukko Peltonen     | Matti Hietajärvi  | Anti-Jussi Juntunen |
| 2021 | Matti Hietajärvi  | Ukko Peltonen     | Markus Auvinen      |
| 2022 | Riku Övermark     | Markus Auvinen    | Vladyslav Makogon   |